# 国际法制计量组织
国际法制计量组织（法語：Organisation Internationale de Métrologie Légale, OIML）成立于1955年，是一个旨在促进协调国际贸易的法制计量程序的政府间组织。
法制计量的统一确保了国家间测量设备的认证兼容，从而促进测量设备及诸如称重设备、计价器、速度计、农业测量设备（例如谷物水分计）和健康相关设备（例如排气量测量计和饮料的酒精含量计 ）等相关产品的贸易。
自成立以来，OIML制定了许多指导方针，以协助成员（尤其是发展中国家）制定各行业的适当法规，包括贸易，医疗保健和税收等。
OIML与其他国际组织（例如国际度量衡局（BIPM）和国际标准化组织（ISO））紧密合作，以确保组织间工作的兼容性。OIML没有权力对其成员国强加解决方案，但成员国经常将其建议用作本国法律的一部分。
截至2020年6月, OIML有61个成员国和62个观察国，这些国家覆盖了86%的世界人口和96%的世界经济体量。

## 历史
OIML依据1955年10月12日的《国际法制计量组织公约》成立。

## 组织结构
OIML组织结构有三层：
OIML每四年召开一次国际会议（法語： Conférence internationale de Métrologie légale），成员国和观察成员国（无投票权）均可参加。
国际委员会（法語： - CIML）负责OIML的管理。每个成员国在CIML有一个委员席位，委员会从其成员中选举一名无薪主席，任期六年。CIML每年在主席的主持下举行会议。
BIML（法語： - BIML）作为OIML的总部，负责OIML的秘书事务、日常运行和财务管理。 BIML位于巴黎第9区 ，由一位带薪负责人领导，该负责人也是国际会议和国际委员会的秘书。

### 高级管理人员
| CIML 主席 - 1956-1962 M. Jacob (Belgium) - 1962-1968 J. Stulla-Götz (Austria) - 1968-1980 A. van Male (Netherlands) - 1980-1994 K. Birkeland (Norway) - 1994-2003 G. Faber (Netherlands) - 2003-2005 M. Kochsiek (Germany - Acting President ) - 2005-2011 A. Johnston (Canada) - 2011-2017 P. Mason (United Kingdom) - 2017至今 Dr. Roman Schwartz (Germany) | BIML 负责人 - 1956-1973 M.V.D. Costamagna - 1974-2001 B. Athané - 2001-2010 J-F. Magaña - 2011-2018 S. Patoray - 2019至今 A. Donnellan |  |

## 成员国
OIML成员资格分为“会员国”和“观察会员”。
截至2020年6月，OIML共有61个会员国和62个观察会员。
会员国
 阿尔巴尼亚

 阿尔及利亚

 

 奥地利

 白俄羅斯

 比利时

 巴西

 保加利亚

 柬埔寨
 加拿大

 哥伦比亚

 中國

 

 古巴

 賽普勒斯

 捷克

 丹麦

 埃及

 芬兰

 法國

 德国

 希腊

 匈牙利

 印度

 印度尼西亞

 伊朗

 愛爾蘭

 以色列

 義大利

 日本

 

 

 北馬其頓

 摩納哥

 摩洛哥

 荷蘭

 新西兰

 挪威

 巴基斯坦

 波蘭

 葡萄牙

 羅馬尼亞

 俄羅斯

 沙烏地阿拉伯

 塞爾維亞

 斯洛伐克

 斯洛維尼亞

 南非

 

 西班牙

 斯里蘭卡

 瑞典

 瑞士

 坦桑尼亚

 泰國

 突尼西亞

 土耳其

 英国

 美国

 越南

 尚比亞

观察会员
 安哥拉

 阿根廷

 

 巴林

 

 

 玻利维亚

 

 

 中華臺北

 

 

 

 爱沙尼亚

 斐济

 

 

 

 几内亚

 中國香港

 冰島

 伊拉克

 约旦

 基里巴斯

 科威特

 

 拉脫維亞

 立陶宛

 盧森堡

 马达加斯加

 马拉维

 马来西亚

 

 馬爾他

 模里西斯

 墨西哥

 摩尔多瓦

 蒙古国

 蒙特內哥羅

 莫桑比克

 纳米比亚

 尼泊尔

 奈及利亞
 阿曼

 巴拿马

 

 巴拉圭

 秘魯

 菲律賓

 

 卢旺达

 塞舌尔

 

 新加坡

 苏丹
 千里達及托巴哥

 乌干达

 乌克兰

 阿联酋

 乌拉圭

 

 辛巴威

## 工作

### 技术委员会
技术委员会（TC）负责OIML的技术工作，每个委员会负责法律计量的不同方面，委员会可分为一个或多个小组委员会（SC）。在每个TC或SC中，实际的技术工作是由召集人领导的项目组来进行的。 TC，SC和项目组由OIML成员国的志愿者专家领导。截至2020年6月有18个技术委员会和46个小组委员会。技术委员会为： 
- TC 1术语
- TC 2计量单位
- TC 3计量控制（5个SC）
- TC 4测量标准以及校准和验证设备
- TC 5测量仪器的一般要求（2个SC）
- TC 6预包装产品
- TC 7长度和相关数量的测量仪器（4个SC）
- TC 8流体量的测量（5个SC）
- TC 9测量质量和密度的仪器（4个SC）
- TC 10用于测量压力，力和相关量的仪器（5个SC）
- TC 11用于测量温度和相关量的仪器（3个SC）
- TC 12电量测量仪表
- TC 13声学和振动测量仪
- TC 14光学测量仪器
- TC 15电离辐射测量仪（2个SC）
- TC 16污染物测量仪器（4个SC）
- TC 17理化测量仪器（8个SC）
- TC 18医疗测量仪器（3个SC）

### 刊物
OIML出版了许多出版物，包括：
词汇表提了供计量领域标准化术语。 OIML制订了两项主要作品：
- 法律计量学术语国际词汇表（VIML）（页面存档备份，存于） 定义了法律计量学中使用的术语。第一版（1978年）由BIBI ， IEC ， IFCC ， ISO ， IUPAC ， IUPAP和OIML合作出版。
- OIML建议书和文档定义的术语的字母顺序列表（页面存档备份，存于）定义了各种OIML建议书中使用的技术术语。

OIML是JCGM的参与方 ，BIPM代表JCGM发布了国际计量学词汇-基本和通用概念以及相关术语（VIM） （页面存档备份，存于） 。
建议书是确定测量仪器的计量特性并指定检查方法和设备的规章范本。大多数建议书具有相似的结构，包括四个方面：计量要求、技术要求、测试和相关方法和设备。 建议书可以被原样采用，也可以被纳入相关法律。截至2020年6月，OIML已发布104条建议书，建议通常以英文和法文出版， 可以从OIML网站免费下载（页面存档备份，存于）建议书。
国际文件是信息性的、旨在改善计量服务的工作文件。截至2020年6月，OIML已发布29份国际文件。可以从OIML网站免费下载（页面存档备份，存于）国际文件。
OIML还出版基本出版物、指南、研讨会报告、专家报告和OIML公告（页面存档备份，存于）。

### OIML认证系统（OIML-CS）
OIML-CS是根据OIML的要求发布、注册和使用的OIML证书及其相关的针对测量仪器类型（包括测量仪器系列，模块或模块系列）的OIML类型评估/测试报告的系统建议。包含计划A和计划B，认证系统于2018年1月1日启动，取代了OIML基本证书系统和OIML相互接受安排（MAA）。
OIML-CS的目的是促进、推进和协调负责法定计量控制的测量仪器的类型评估和相关机构的工作。
OIML-CS的目标是
a）促进测量仪器和/或模块的全球统一，统一解释和法律计量要求的实施，
b）避免进行不必要的重新测试，并支持对在合法计量控制下的测量仪器和/或模块的认可，同时获得和保持对结果的信心，以支持促进仪器的全球贸易，以及
c）建立规则和程序，以促进参与的OIML成员国和对口成员国之间在类型评估结果中的相互信任，该类型评估结果表明在合法计量控制下，测量仪器和/或模块符合在该法规中规定的计量和技术要求适用的OIML建议。
参与者分为三类：
- OIML签发机构，指在OIML-CS框架下签发OIML类型评估报告和OIML证书的成员国。
- 使用者，指接受使用OIML颁发机构颁发的OIML证书和/或OIML类型评估报告的成员国。
- 准会员，指接受并用OIML颁发机构颁发的OIML证书和/或OIML类型评估报告但在管理委员会中没有投票权的成员国。

## 与其他国际组织的关系
OIML的工作与许多其他国际组织的工作重叠。为了最大程度地减少这种重叠的影响，并确保OIML和其他组织的工作可以相互衔接，OIML和其他组织相互交换了谅解备忘录（MoU）。截至2019年7月 现有的谅解备忘录是： 
- 2008年12月3日，国际度量衡局（BIPM），联合国工业发展组织（UNIDO）和OIML签署了三方谅解备忘录。
- 1966年6月10日，与国际标准化组织（ISO）签署了谅解备忘录。 [Note 2]
- 2011年10月13日，在布拉格举行的第46届CIML会议上，与国际电工委员会（IEC）签署了谅解备忘录。。
- 2006年11月12日，与国际实验室认可合作组织（ILAC）签署了谅解备忘录。